# 邢一鳳
邢一鳳（1508年—？），原姓林，字伯羽，号雉山。南京龍江左衛籍河南祥符县人。

## 生平
嘉靖十六年（1537年）丁酉科應天府乡试第一百十四名举人，嘉靖二十年（1541年）沈坤榜会试第七十六名，廷试一甲第三人。授翰林院编修，期间请求復姓邢氏。九年後，嘉靖二十九年正月升为翰林院侍讲，嘉靖三十五年六月（1556年）官至南京太常寺少卿，三十六年二月以考察调外任，貶雲南布政司参政，四十一年正月考察罷歸。工書法，小篆宗法徐子仁。

## 家族
曾祖邢組。祖父邢宗。父邢在。母林氏，继母周氏、高氏。严侍下。弟一麟。